# Zeus TV
Zeus TV a fost un post de televiziune din România, înființat prin redenumirea postului Canal Teleshop.
Este deținut de Luis Lazarus și a primit licența de difuzare din partea Consiliului Național al Audiovizualului în noiembrie 2010.
Pe 2 iulie 2013, Consiliul Național al Audiovizualului (CNA) a decis să retragă licența audiovizuală a televiziunii Zeus TV, din cauză că postul și-a întrerupt emisia mai mult de 90 de zile.